# Luke Eberl
Luke Eberl (Boulder, 29 marzo 1986) è un attore, regista, sceneggiatore e produttore cinematografico statunitense.
Dopo aver frequentato la Peanut Butter Players, Luke inizia a recitare dodici anni nel film Phantoms, del 1998, accanto a Ben Affleck e Peter O'Toole. Ma è nel 2001 che diventa famoso per la sua parte nel remake di: Il pianeta delle scimmie diretto da Tim Burton. In questo film lo si vede recitare accanto ad attori come Mark Wahlberg, Tim Roth e Helena Bonham Carter.
Nel 2002, produce, scrive e dirige il suo primo film, Incest, una commedia sullo scontro generazionale.
Nel 2003 recita accanto a Scott Glenn nel film La casa dipinta, tratto dal famoso libro di John Grisham.
Almeno fino al 2004, Luke appare soprattutto in tv, in serie come Cold Case. Dovremo aspettare il 2005 per rivederlo nel film Fellowship, che scrive, produce, recita e dirige. Il film parla d'un ragazzino d'otto anni, Erin, e del suo mondo, visto dai suoi occhi.
Il 2006 lo vede impegnato nel film Letters from Iwo Jima, diretto da Clint Eastwood, secondo capitolo del colossale progetto sulla Seconda Guerra Mondiale (il primo film della serie è Flags of Our Fathers).
Nel 2007 escono due suoi film, da lui prodotti scritti e diretti: Choose Connor e Everything You Don't Know I Don't Know. Il primo tratta varie tematiche, come la corruzione e la politica spicciola. Girato in un modo molto innovativo e quasi privo di musiche, Choose Connor era in concorso nella sezione under 18 di Alice nella città, durante la seconda Festa del Cinema di Roma.
Nel 2008 recita in Eyeborgs, film trattante un attentato al presidente degli Stati Uniti, mediante un robot chiamato Eyeborgs.

## Filmografia
- Phantoms (1998)
- Planet of the Apes - Il pianeta delle scimmie (Planet of the Apes) (2001)
- La casa dipinta (2003)
- Incest (2002)
- Cold Case - Delitti irrisolti "L'Amante di Lane" (2004)
- Fellowship (2005)
- Lettere da Iwo Jima (Letters from Iwo Jima) (2006)
- Choose Connor (2007)
- Everything You Don't Know I Don't Know (2007)
- Eyeborgs (2008)

## Doppiatori italiani
- Davide Perino in Cold Case - Delitti irrisolti